# 하야카와 시게루
하야카와 시게루(일본어: 早川 茂, 1953년 9월 15일 ~ )는 일본의 기업인이다. 토요타 자동차 주식회사 대표이사 부회장, 일본 경제 단체 연합회 부회장, 2025 일본 만국 박람회 유치위원회 부회장이다.

## 주요 경력
- 도쿄 대학 경제학부 졸업
- 1978년 : 토요타 자동차 판매 주식회사(현 토요타 자동차) 입사
- 2002년 : 홍보부 해외홍보실장
- 2005년 : 홍보부 부장
- 2007년 : 상무로 취임
- 2011년 : 토요타 자동차 주식회사 홍보부 총괄
- 2011년 : 섭외본부 부본부장
- 2012년 : 전무로 취임
- 2013년 : 섭외홍보본부 본부장
- 2015년 : 이사로 취임
- 2015년 : Chief Communications Officer
- 2015년 : BR 올림픽·패럴림픽실 총괄
- 2015년 : 올림픽·패럴림픽부 총괄
- 2016년 : 섭외·홍보본부 본부장
- 2016년 : Chief Communications Officer
- 2017년 : 이사 부회장으로 취임[1], 일반 사단법인 일본 경제 단체 연합회 부회장·미국 위원회 위원장, 2025 일본 만국 박람회 유치위원회 부회장
- 2018년 : 파리 일본 문화 회관 일본 동지회 제2대 회장[2]
- 2018년 : 대표이사 부회장으로 취임